# Igreja de Santa Bárbara (Santa Bárbara)

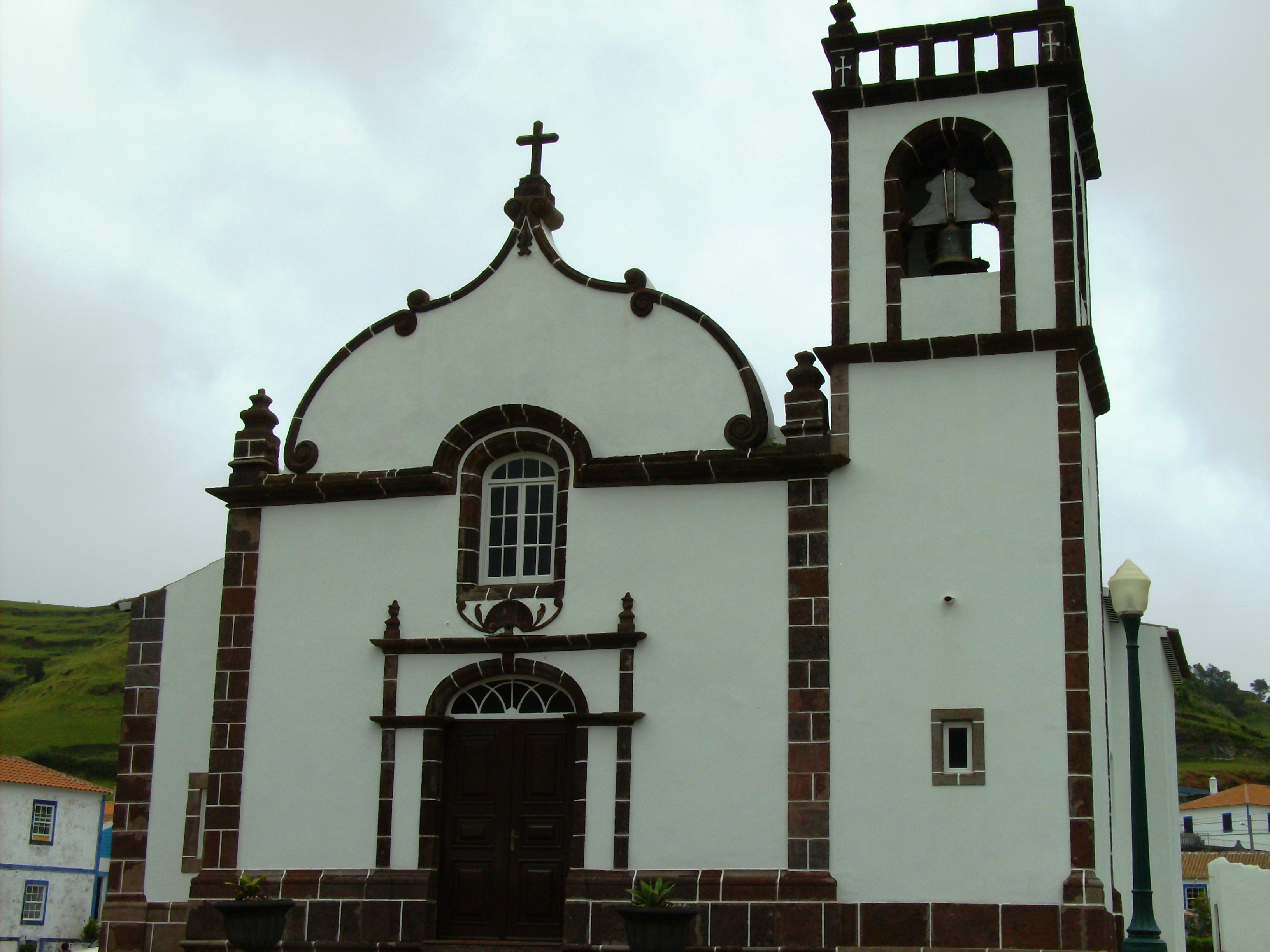
Igreja de Santa Bárbara.

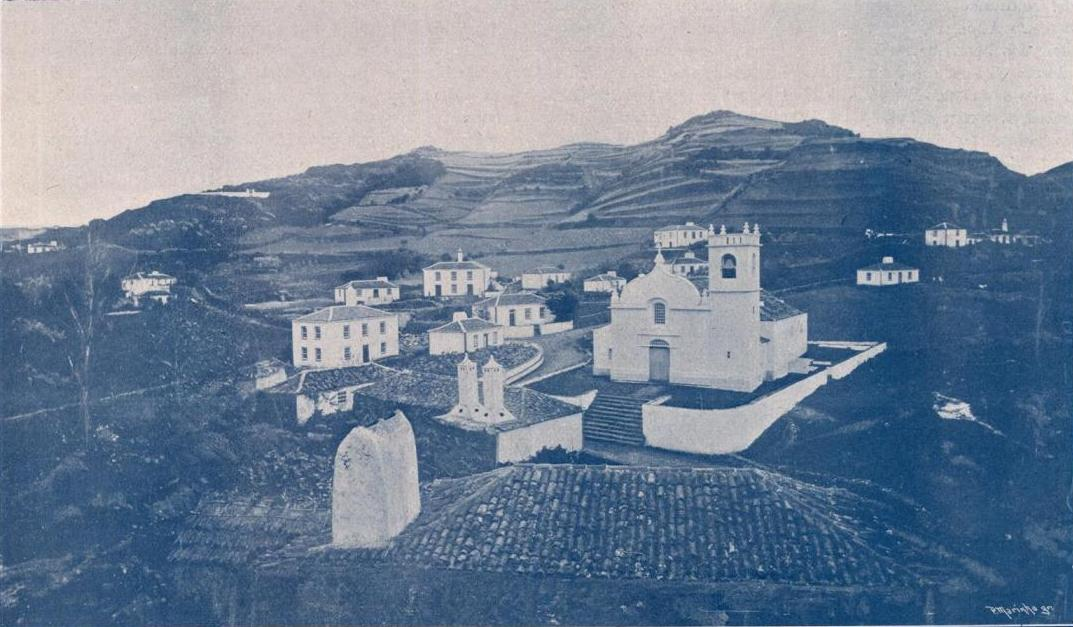
Igreja de Santa Bárbara (Álbum Açoriano, 1903).

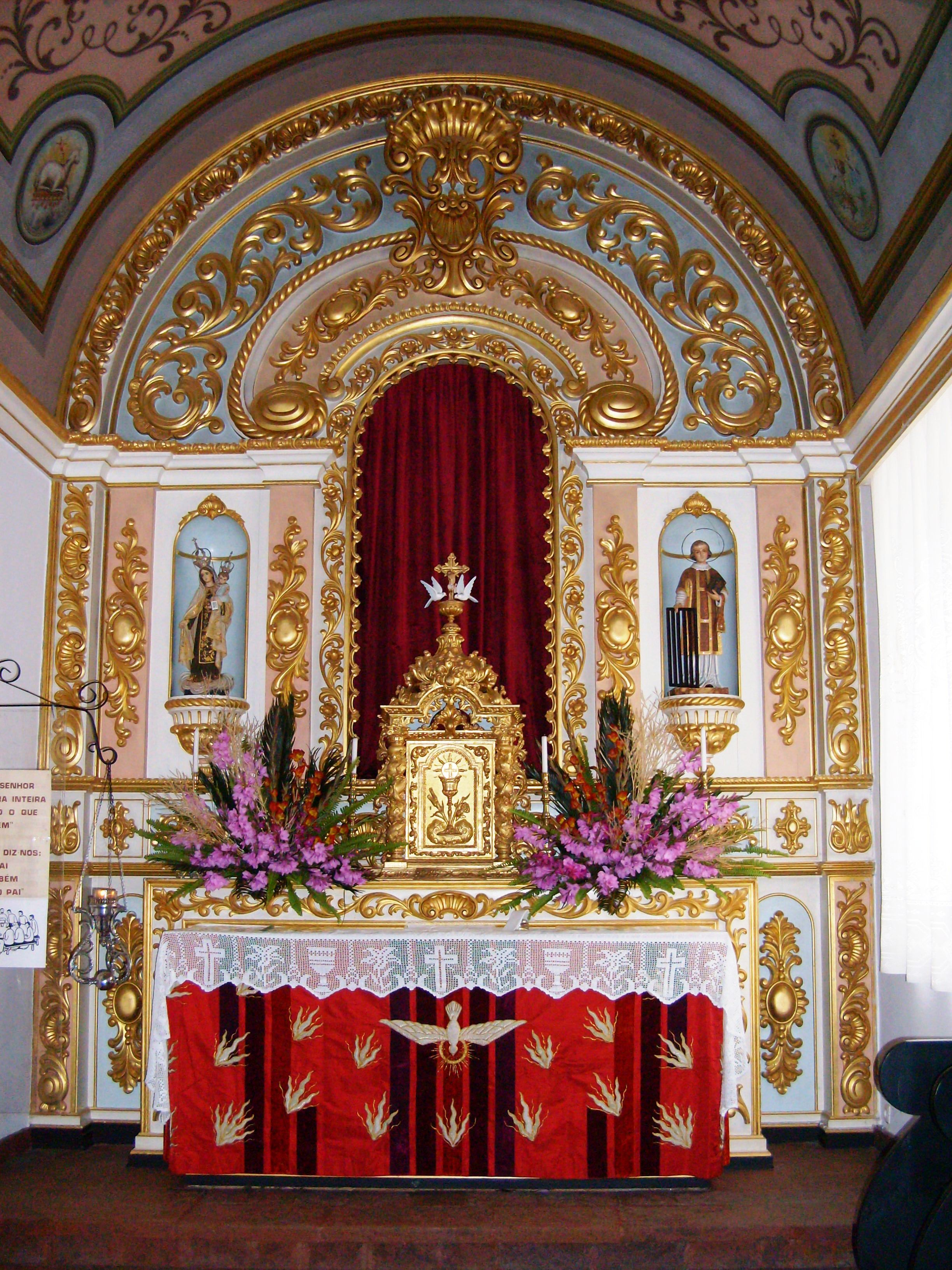
Igreja de Santa Bárbara.

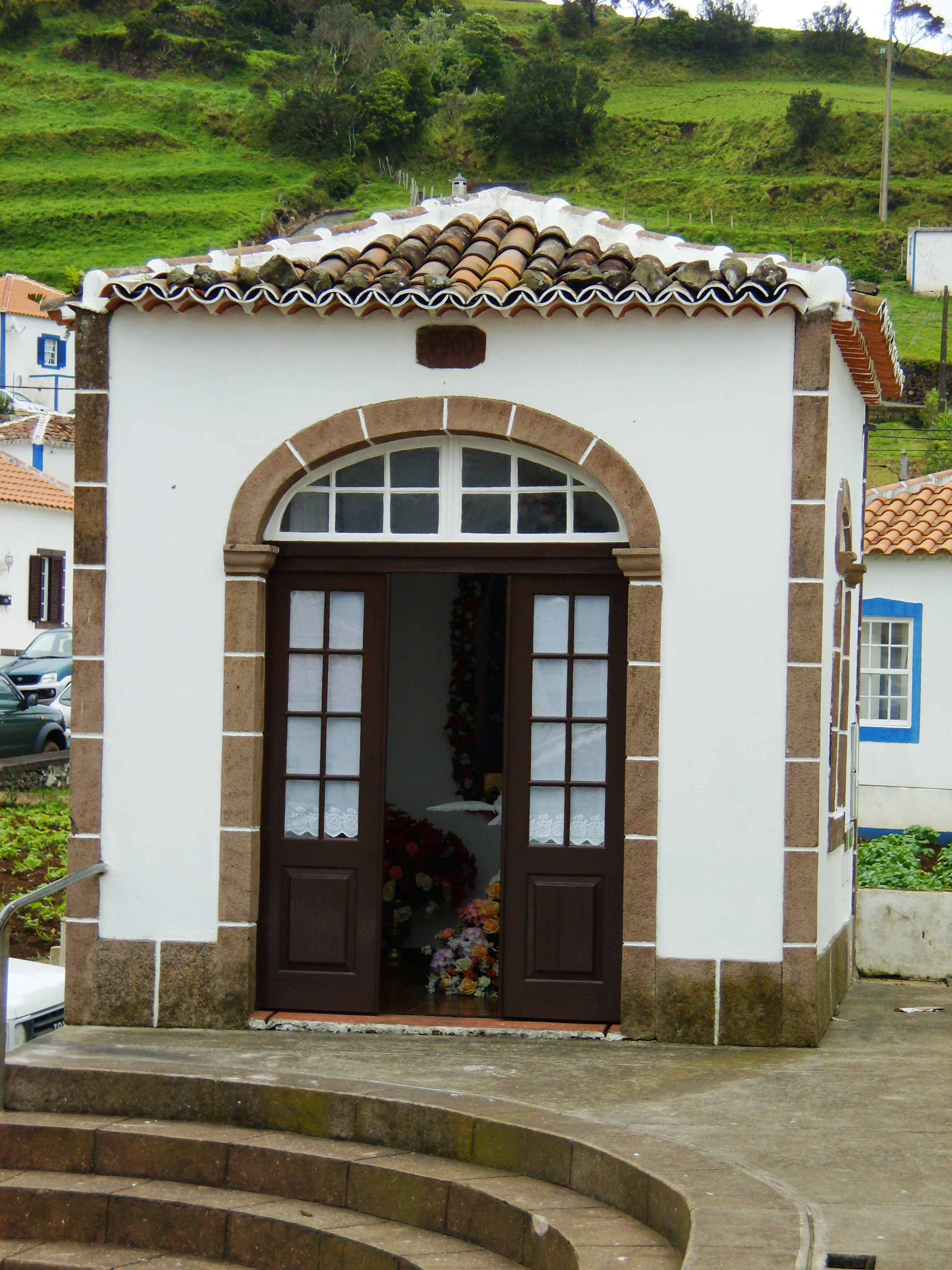
Igreja de Santa Bárbara: "Theatro" do Império do Divino Espírito Santo.

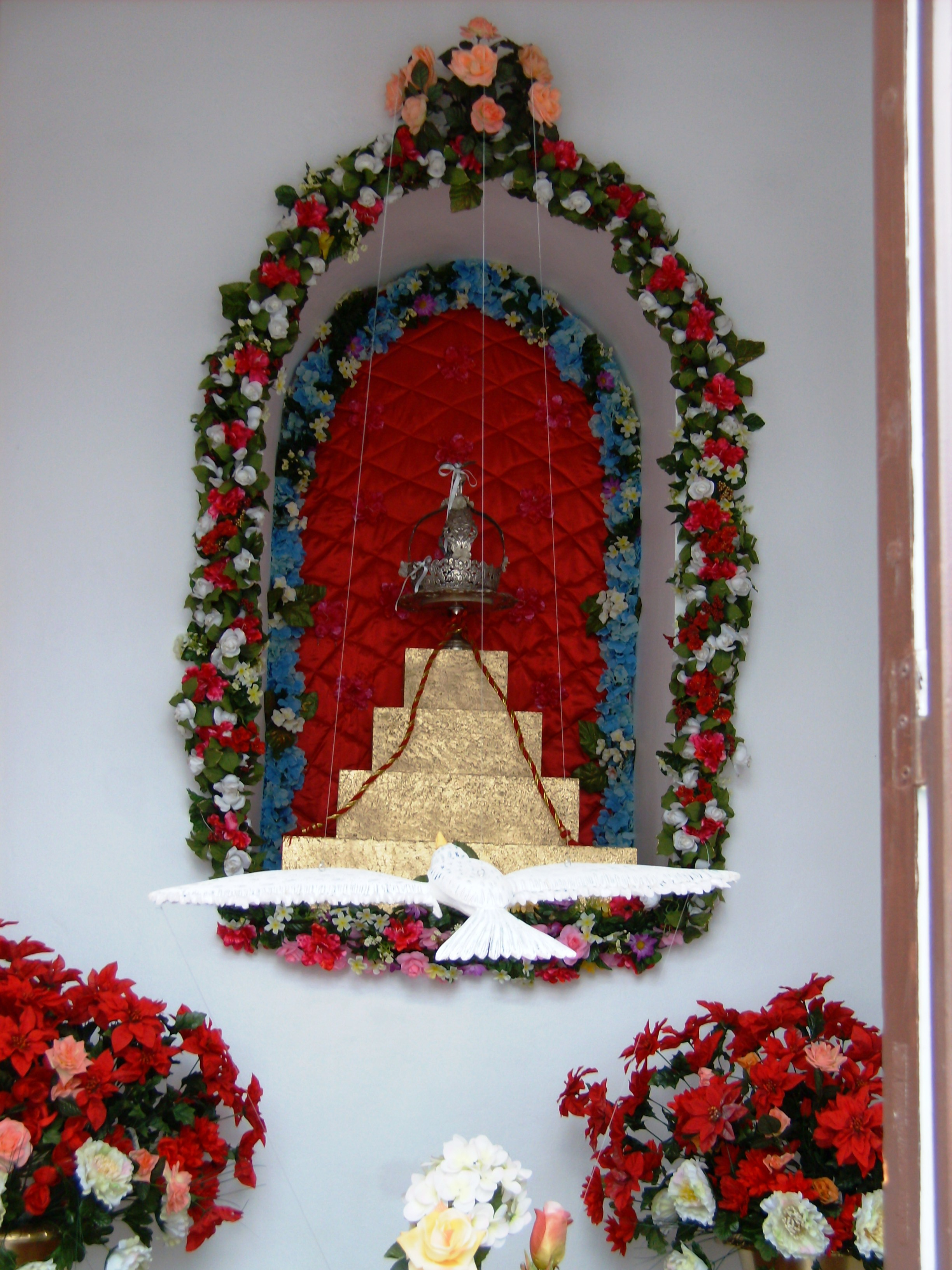
Igreja de Santa Bárbara: Império do Divino Espírito Santo.

A Igreja de Santa Bárbara localiza-se no vale de Santa Bárbara, na freguesia de Santa Bárbara, concelho da Vila do Porto, na ilha de Santa Maria, nos Açores.

## História
A mais antiga referência a este templo encontra-se no testamento de João Tomé, o "Amo", datado de 13 de março de 1537, acreditando-se que tenha sido feita capela por essa época. De acordo com Gaspar Frutuoso, foi seu primeiro cura o micaelense Bartolomeu Luiz. Ao tempo deste cronista (fins do século XVI) o vigário de Santa Bárbara ganhava 24$000 réis, sendo que mais tarde, em 1700, recebia 7 moios e 19 alqueires de trigo, e 10$333 réis em espécie.
De 1571 a 1616 foi seu pároco o padre Manuel Fernandes Velho, que foi feito cativo pelos piratas da Barbária na incursão à ilha naquele ano. Ao fazer o seu testamento em Tetuão, este religioso deixou um moio e meio de trigo a esta sua igreja, para dourar o retábulo quando este se fizesse.
Em 1661 os paroquianos foram fintados para se acrescentar a igreja, tendo sido requerido à Mesa da Consciência e Ordens para que lhe desse um sino de 8 quintais. Por volta de 1666 havia necessidade de paramentar a capela-mor, tendo se encomendado uma custódia de prata, uma vez que a até então existente era de madeira. Em 1672 nova finta foi lançada para aumentar a igreja.
Sendo a comunidade muito humilde, do exame dos livros da Igreja Paroquial das Visitas (Bispos e outros), depreende-se o esforço para se obter dos Comendadores os recursos para o auxílio e manutenção do culto. Em maio de 1674, o bispo, D. Frei Lourenço de Castro, em visita a esta igreja, ordenou ao padre vigário requerer ao provedor mandar executar a finta lançada aos fregueses e colocar em execução as obras de acrescentamento da igreja, com o que conseguiu concluí-las.
Encontra-se referida por MONTE ALVERNE (1986) ao final do século XVII com vigário, cura e tesoureiro.
Em 1696 proibiram-se as consoadas na sacristia na noite de Quinta-feira Santa.
Sofreu nova intervenção em 1825, data assinalada na base da cruz, no pináculo do frontão.
Aqui exerceu as funções de cura o padre Manuel do Couto Benevides, natural da freguesia de Água de Pau, onde nasceu a 24 de novembro de 1849, e que se destacou como músico e autor de várias obras, ainda hoje cantadas nas igrejas da ilha. Exerceu ainda, na comarca de Vila do Porto, as funções de advogado de provisão, sendo reconhecido como orador eloquente.
A igreja possuía um passal e várias confrarias.
Ao final da década de 1950 sofreu intervenção de conservação na fachada por iniciativa do então pároco, Cláudio de Medeiros Franco.
A festa da padroeira tem lugar anualmente, em dezembro, com missa e procissão.

## Características
Em alvenaria de pedra rebocada e caiada, é constituída por um corpo principal de planta rectangular, pelo corpo da capela-mor, também de planta retangular, pela torre sineira e vários corpos salientes correspondentes ao batistério, às capelas laterais, à sacristia e ao falso transepto.
A fachada, voltada para o chamado "Caminho Velho", é rasgada pela portada, encimada por uma janela. Ambos os vãos são em arco abatido. É encimada por um frontão contracurvado com enrolamentos. Nos lados, é definida por dois cunhais encimados por grossos pináculos. A cornija que separa o frontão e os pináculos da fachada acompanha em curva o arco da janela e prolonga-se envolvendo os cunhais. A porta é enquadrada por um portal simulado constituído por pilastras estreitas, cornija saliente e pináculos embutidos na vertical das pilastras. As impostas do arco da porta, muito salientes, prolongam-se unindo-se às pilastras. A cornija está unida ao parapeito da janela superior por meio de um elemento decorativo contracurvado.
A torre sineira, de planta quadrangular, apresenta uma cornija a separar o terço superior onde se encontram os vãos dos sinos rematados em arco de volta perfeita. A torre é rematada por uma segunda cornija e por uma guarda em cantaria (com cruzes em baixo relevo nos elementos do ângulo) encimada por pináculos nos quatro cantos.
O interior apresenta nave única, de cantos cortados junto à capela-mor. Tem coro-alto em madeira sobre a entrada. Tem três capelas na cabeceira, outra no lado da Epístola (a meio do corpo da nave) e o batistério junto à entrada (do lado do Evangelho). Nos cantos cortados, junto à capela-mor, situam-se dois arcos que dão acesso aos braços do falso transepto, por onde se acede às duas capelas que ladeiam a capela-mor. O arco triunfal, bem como os que dão acesso ao falso transepto e às capelas, são em arco de volta quase perfeita sobre impostas.
No altar-mor encontram-se a imagem de Santa Bárbara e, do lado do Evangelho a de Nossa Senhora do Carmo; do lado da Epístola, a de São Lourenço. Os altares laterais, do lado do Evangelho, são dedicados ao Sagrado Coração de Jesus, a São José e a Santo António; do lado da Epístola, ao Sagrado Coração de Maria. No corpo da igreja, do lado do Evangelho existe um altar dedicado ao Senhor Santo Cristo e, do lado da Epístola, o do Batistério.